# Ketoj
Ketoj (in russo Кетой; in giapponese 計吐夷島, Ketoi-tō) è un'isola russa che fa parte dell'arcipelago delle Isole Curili ed è situata tra il Mare di Ochotsk e l'Oceano Pacifico settentrionale. Amministrativamente fa parte del Severo-Kuril'skij rajon dell'oblast' di Sachalin, nel Circondario federale dell'Estremo Oriente. Il suo nome viene dalla lingua ainu e significa "scheletro" o "cattivo". L'isola è disabitata.

## Geografia
Ketoj si trova nella parte centrale delle isole Curili. Lo stretto di Rikord (пролив Рикорда), largo 26 km, la separa a nord-est dalle isole Ušišir; a sud-ovest, a 20 km, al di là dello stretto di Diana (пролив Дианы), si trova Simušir.
L'isola è quasi rotonda con un diametro di 9–10 km; la sua superficie è di 73 km². Il punto più alto dell'isola (a ovest) è il monte Ketoj (гора Кетой) con la sua altezza di 1.166 m, mentre proprio al centro dell'isola si trova il vulcano attivo Pallas (вулкан Палласа, vulkan Pallasa), alto 990 m, nel cui cratere si trova il piccolo lago Glazok (озеро Глазок). Il lago è di acque acide e ha una profondità di 40 m. Tra le due cime si trova invece una caldera di 1,5 km di larghezza occupata da un lago d'acqua dolce, profondo 110 m: il lago Malachitovoe (озеро Малахитовое). Al largo della costa sud-orientale c'è lo scoglio Odinokaja 
(скала Одинокая, 47°17′31.76″N 152°31′46.98″E).
Il vulcano Pallas ha avuto una grande eruzione tra il 1843 e il 1846, poi nel 1924, e l'ultima nota è avvenuta nel 1960.

## Flora e fauna
Su Ketoj ci sono macchie di Pinus pumila, ontano, sorbo e betulla arbustiva. per quel che riguarda le Curili, l'isola è il limite settentrionale della distribuzione del Taxus cuspidata e del Sasa kurilensis, una specie di bambù del genere Sasa.
Sull'isola ci sono piccoli roditori e volpi; sulla costa, il leone marino di Steller e il callorino dell'Alaska.

## Storia
Al momento del contatto con gli europei, Ketoj non aveva una popolazione permanente; era visita nel periodo estivo dalle tribù degli Ainu che provenivano da Rasšua per cacciare.
Rivendicata dall'Impero russo, passò all'Impero del Giappone, secondo il Trattato di San Pietroburgo (1875), insieme al resto delle isole Curili. Amministrativamente faceva parte della sottoprefettura di Nemuro, nella prefettura di Hokkaidō. Dopo la seconda guerra mondiale, passò sotto il controllo dell'Unione Sovietica e attualmente fa parte della Federazione Russa.